# أندرسون فيريرا
أندرسون فيريرا (9 مايو 1985 بإيتابونا في البرازيل - ) هو لاعب كرة قدم برازيلي في مركز الدفاع. شارك مع منتخب غينيا الاستوائية لكرة القدم. أما مع النوادي، فقد لعب مع نادي فيتوريا ونادي تريزه وغاليسيا سبورت ‏ ونادي إيبيتانغا.

## وصلات خارجية
- أندرسون فيريرا على موقع قاعدة بيانات كرة القدم.إي يو (الإنجليزية)
- أندرسون فيريرا على موقع ناشيونال فوتبول تيمز (الإنجليزية)